# Kongsbergia brunnea
Kongsbergia brunnea är en kvalsterart som beskrevs av Herbert Habeeb 1957. Kongsbergia brunnea ingår i släktet Kongsbergia och familjen Aturidae. Inga underarter finns listade i Catalogue of Life.